# Квецево (Вармінсько-Мазурське воєводство)
Квецево (пол. Kwiecewo, нім. Queetz) — село в Польщі, у гміні Свьонтки Ольштинського повіту Вармінсько-Мазурського воєводства.
Населення — 499 осіб (2011).

## Демографія
Демографічна структура станом на 31 березня 2011 року:
|          | Загалом | Допрацездатний вік | Працездатний вік | Постпрацездатний вік |
| -------- | ------- | ------------------ | ---------------- | -------------------- |
| Чоловіки | 244     | 60                 | 160              | 24                   |
| Жінки    | 255     | 64                 | 137              | 54                   |
| Разом    | 499     | 124                | 297              | 78                   |